# Petar Zhekov
Petar Zhekov (Haskovo, 10 de octubre de 1944-18 de febrero de 2023) fue un jugador de fútbol búlgaro.

## Carrera deportiva
Considerado entre los mejores delanteros de Europa se valía de su privilegiado físico para ingresar al área rival. Era un respetado ejecutor de tiros libres, un arma que le sirvió para sumar 177 goles en toda su carrera.
Con 144 goles conseguidos entre 1968 y 1975 es el máximo anotador histórico del CSKA Sofía de Bulgaria.
Marcó un total de 153 goles con el CSKA, de los cuales marcó 144 durante las siete temporadas ligueras. Antes, hasta 1968, fue delantero del Beroe Stara Zagora, con el que marcó 101 goles en liga en cinco años.
Después de su carrera, Zhekov también trabajó como entrenador en las ligas inferiores de Bulgaria.

## Bota de Oro
Con cuatro goles había contribuido a darle a Bulgaria la medalla de plata en los Juegos Olímpicos de México. Para ese entonces, ya no era un desconocido en su país pues ya tenía en su vitrina dos títulos de goleo individual consecutivos con el modesto Beroe Stara Zagora, club que lo proyectó a un equipo de más tradición el CSKA Sofía. Con el equipo capitalino su capacidad de definición fue en aumento para ser el ariete más efectivo de la liga en cuatro campañas. Por esos años, Jekov estaba a la mitad de su paso por la Selección de Bulgaria para la que anotó veinticinco goles.

## Los 278 goles
| Equipo                          | Periodo   | Goles |
| FC Dimitrovgrad                 | 1962/63   | 8     |
| Beroe Stara Zagora              | 1963/68   | 101   |
| CSKA Sofía                      | 1968/75   | 144   |
| Selección de fútbol de Bulgaria | 1964/75   | 25    |
| Total                           | 1964-1975 | 278   |